# أمبيريو-أون-بوغي (آن)
أمبيريو-أون-بوغي (بالفرنسية: Ambérieu-en-Bugey)‏ هي بلدية فرنسية تقع في إقليم آن في فرنسا. رمز إنسي لها هو:1004. أما الرمز البريدي لها فهو: 1500.

## المناخ
يظهر الجدول التالي التغييرات المناخية على مدار السنة لأمبيريو-أون-بوغي:
| البيانات المناخية لـأمبيريو-أون-بوغي                                                                              | البيانات المناخية لـأمبيريو-أون-بوغي | البيانات المناخية لـأمبيريو-أون-بوغي | البيانات المناخية لـأمبيريو-أون-بوغي | البيانات المناخية لـأمبيريو-أون-بوغي | البيانات المناخية لـأمبيريو-أون-بوغي | البيانات المناخية لـأمبيريو-أون-بوغي | البيانات المناخية لـأمبيريو-أون-بوغي | البيانات المناخية لـأمبيريو-أون-بوغي | البيانات المناخية لـأمبيريو-أون-بوغي | البيانات المناخية لـأمبيريو-أون-بوغي | البيانات المناخية لـأمبيريو-أون-بوغي | البيانات المناخية لـأمبيريو-أون-بوغي | البيانات المناخية لـأمبيريو-أون-بوغي |
| الشهر | يناير                                | فبراير                               | مارس                                 | أبريل                                | مايو                                 | يونيو                                | يوليو                                | أغسطس                                | سبتمبر                               | أكتوبر                               | نوفمبر                               | ديسمبر                               | المعدل السنوي                        |
| --- | ------------------------------------ | ------------------------------------ | ------------------------------------ | ------------------------------------ | ------------------------------------ | ------------------------------------ | ------------------------------------ | ------------------------------------ | ------------------------------------ | ------------------------------------ | ------------------------------------ | ------------------------------------ | ------------------------------------ |
| متوسط درجة الحرارة الكبرى °م (°ف)                                                                                 | 6.2 (43.2)                           | 8.4 (47.1)                           | 13.1 (55.6)                          | 16.5 (61.7)                          | 20.9 (69.6)                          | 24.4 (75.9)                          | 27.5 (81.5)                          | 27.1 (80.8)                          | 22.3 (72.1)                          | 17.4 (63.3)                          | 10.6 (51.1)                          | 6.9 (44.4)                           | 16.8 (62.2)                          |
| المتوسط اليومي °م (°ف)                                                                                            | 2.7 (36.9)                           | 4.1 (39.4)                           | 7.7 (45.9)                           | 10.8 (51.4)                          | 15.2 (59.4)                          | 18.4 (65.1)                          | 21.1 (70.0)                          | 20.6 (69.1)                          | 16.5 (61.7)                          | 12.7 (54.9)                          | 6.8 (44.2)                           | 3.6 (38.5)                           | 11.7 (53.1)                          |
| متوسط درجة الحرارة الصغرى °م (°ف)                                                                                 | −0.9 (30.4)                          | −0.1 (31.8)                          | 2.3 (36.1)                           | 5.0 (41.0)                           | 9.4 (48.9)                           | 12.4 (54.3)                          | 14.6 (58.3)                          | 14.1 (57.4)                          | 10.7 (51.3)                          | 8.0 (46.4)                           | 2.9 (37.2)                           | 0.3 (32.5)                           | 6.6 (43.9)                           |
| الهطول مم (إنش)                                                                                                   | 76.2 (3.00)                          | 68.1 (2.68)                          | 65.4 (2.57)                          | 81.3 (3.20)                          | 104.6 (4.12)                         | 83.2 (3.28)                          | 73.9 (2.91)                          | 69.0 (2.72)                          | 96.8 (3.81)                          | 111.9 (4.41)                         | 108.1 (4.26)                         | 79.8 (3.14)                          | 1٬018٫3 (40.09)                      |
| متوسط أيام هطول الأمطار (≥ 1 mm)                                                                                  | 10.9                                 | 8.6                                  | 9.3                                  | 9.7                                  | 11.2                                 | 9.5                                  | 7.9                                  | 7.5                                  | 8.3                                  | 10.3                                 | 11.0                                 | 10.5                                 | 114.7                                |
| ساعات سطوع الشمس الشهرية                                                                                          | 67.7                                 | 101.7                                | 168.4                                | 197.2                                | 212.1                                | 254.6                                | 288.3                                | 247.1                                | 193.7                                | 133.1                                | 66.9                                 | 43.6                                 | 1٬974٫4                              |
| المصدر: Meteorological data for Ambérieu-en-Bugey - 250m altitude, from 1981 to 2010 January 2015 باللغة الفرنسية |                                      |                                      |                                      |                                      |                                      |                                      |                                      |                                      |                                      |                                      |                                      |                                      |                                      |

## توأمة
لأمبيريو-أون-بوغي (آن) اتفاقيات توأمة مع:
- ميرينغ

## أعلام
- ماثيو غورغلين
- جان دومون